# UCI World Tour 2021
Cet article concerne la compétition masculine. Pour la compétition féminine, voir UCI World Tour féminin 2021.
Navigation
Édition précédente Édition suivante
L'UCI World Tour 2021 est la onzième édition de l'UCI World Tour, le successeur du ProTour et du calendrier mondial. Il regroupe les compétitions phares du cyclisme sur route professionnel masculin.

## Évolution
Par rapport à l'édition précédente, le Tour de Californie et la RideLondon-Surrey Classic n'ont pas demandé l'inscription de leur événement au calendrier de l'UCI WorldTour. Initialement prévus en janvier, le Tour Down Under et la Cadel Evans Great Ocean Road Race sont annulés en raison de la pandémie de Covid-19. Les deux courses disputées au Canada à Montréal et Québec sont également annulées. Début août, l'UCI annonce l'annulation de la Cyclassics Hamburg et du Tour du Guangxi. Le nombre d'épreuves est donc finalement de 29.

## Équipes
Le 5 novembre 2020, l'UCI confirme la candidature de 18 équipes à la licence UCI WorldTeam. La licence de l'équipe CCC Team a été rachetée par l'équipe belge Circus-Wanty Gobert, tandis que la formation NTT Pro Cycling, qui risque la disparition, n'avait pas encore déposé de dossier de candidature. Finalement 19 équipes obtiennent le label d'UCI WorldTeam. Les équipes AG2R Citroën, Astana-Premier Tech, Bahrain Victorious, EF Education-Nippo, GreenEdge Cycling, Team BikeExchange, Team DSM et Team Qhubeka Assos/NextHash ont changé de nom en raison de l'arrivée de nouveaux sponsors. L'équipe CCC disparaît des pelotons et est remplacée par la formation belge Intermarché-Wanty-Gobert Matériaux qui a racheté sa licence.
| Code | Équipe                                    | Propriétaire de la licence       | Pays                | Groupe     | Vélos       | Roues             | Création |
| ---- | ----------------------------------------- | -------------------------------- | ------------------- | ---------- | ----------- | ----------------- | -------- |
| ACT  | AG2R Citroën Team (2021)                  | EUSRL France Cyclisme            | France              | Campagnolo | BMC         | Campagnolo        | 1992     |
| APT  | Astana-Premier Tech (2021)                | Olympus Sarl                     | Kazakhstan          | Shimano    | Wilier      | Corima            | 2007     |
| TBV  | Bahrain Victorious (2021)                 | Bahrain World Tour Cycling Team  | Bahreïn             | Shimano    | Merida      | Vision            | 2017     |
| BOH  | Bora-Hansgrohe (2021)                     | Ralph Denk pro cycling GmbH      | Allemagne           | Shimano    | Specialized | Roval             | 2010     |
| COF  | Cofidis (2021)                            | Cofidis Compétition EUSRL        | France              | Campagnolo | De Rosa     | Fulcrum           | 1996     |
| DQT  | Deceuninck-Quick Step (2021)              | Decolef Lux Sarl                 | Belgique            | Shimano    | Specialized | Roval             | 2003     |
| EFN  | EF Education-Nippo (2021)                 | Slipstream Sports LLC            | États-Unis          | Shimano    | Cannondale  | Vision            | 2005     |
| GFC  | Groupama-FDJ (2021)                       | Société de Gestion de L'Echappée | France              | Shimano    | Lapierre    | Shimano           | 1997     |
| IGD  | Ineos Grenadiers (2021)                   | Tour Racing Limited              | Grande-Bretagne     | Shimano    | Pinarello   | Shimano           | 2010     |
| IWG  | Intermarché-Wanty-Gobert Matériaux (2021) | Want You Cycling                 | Belgique            | Shimano    | Cube        | Fulcrum           | 2008     |
| ISN  | Israel Start-Up Nation (2021)             | Cycling Academy Ltd.             | Israël              | Shimano    | Factor      | Black Inc         | 2015     |
| TJV  | Jumbo-Visma (2021)                        | Team Oranje Road BV              | Pays-Bas            | Shimano    | Cervélo     | Shimano           | 1984     |
| LTS  | Lotto-Soudal (2021)                       | Belgian Cycling Project          | Belgique            | Campagnolo | Ridley      | Campagnolo        | 2012     |
| MOV  | Movistar Team (2021)                      | Abarca Sports S.L.               | Espagne             | SRAM       | Canyon      | Zipp              | 1980     |
| BEX  | Team BikeExchange (2021)                  | GreenEdge Cycling                | Australie           | Shimano    | Bianchi     | Shimano et Vision | 2012     |
| DSM  | Team DSM (2021)                           | SMS Cycling B.V.                 | Allemagne           | Shimano    | Scott       | Shimano           | 2005     |
| TQA  | Team Qhubeka Assos/NextHash (2021)        | Ryder Cycling                    | Afrique du Sud      | Shimano    | BMC         | Hunt              | 1997     |
| TFS  | Trek-Segafredo (2021)                     | Trek Factory Racing              | États-Unis          | SRAM       | Trek        | Bontrager         | 2011     |
| UAD  | UAE Team Emirates (2021)                  | CGS Cycling Team AG              | Émirats arabes unis | Campagnolo | Colnago     | Campagnolo        | 1990     |

## Participations des équipes et wild cards
Les dix-neuf équipes World Tour (ou WorldTeams) sont automatiquement invitées à toutes les courses composant le calendrier. Néanmoins, elles ne sont pas dans l'obligation de participer aux épreuves de catégorie 5. En revanche, leur présence sur les autres courses reste obligatoire. L'UCI ProTeam belge Alpecin-Fenix est également invitée à toutes les compétitions grâce à sa place de meilleure équipe de deuxième division en 2020, mais elle peut refuser de participer à l'une ou l'autre des épreuves. L'équipe française Arkéa-Samsic qui a terminé deuxième meilleure UCI ProTeam en 2020, est quant à elle invitée à toutes les courses d'un jour du World Tour,.

## Calendrier et résultats
Les courses notées en gras sont les 5 monuments.
Les courses sur fond de bandeau de couleur sont les 3 grands tours.
| No | Date                | Nom de l'épreuve             | Pays                | Cat | Vainqueur             | Deuxième             | Troisième             |
| -- | ------------------- | ---------------------------- | ------------------- | --- | --------------------- | -------------------- | --------------------- |
| 1  | 21-27 février       | Tour des Émirats arabes unis | Émirats arabes unis | 5   | Tadej Pogačar         | Adam Yates           | João Almeida          |
| 2  | 27 février          | Circuit Het Nieuwsblad       | Belgique            | 5   | Davide Ballerini      | Jake Stewart         | Sep Vanmarcke         |
| 3  | 6 mars              | Strade Bianche               | Italie              | 5   | Mathieu van der Poel  | Julian Alaphilippe   | Egan Bernal           |
| 4  | 7-14 mars           | Paris-Nice                   | France              | 3   | Maximilian Schachmann | Aleksandr Vlasov     | Ion Izagirre          |
| 5  | 10-16 mars          | Tirreno-Adriatico            | Italie              | 3   | Tadej Pogačar         | Wout van Aert        | Mikel Landa           |
| 6  | 20 mars             | Milan-San Remo               | Italie              | 3   | Jasper Stuyven        | Caleb Ewan           | Wout van Aert         |
| 7  | 22-28 mars          | Tour de Catalogne            | Espagne             | 4   | Adam Yates            | Richie Porte         | Geraint Thomas        |
| 8  | 24 mars             | Classic Bruges-La Panne      | Belgique            | 5   | Sam Bennett           | Jasper Philipsen     | Pascal Ackermann      |
| 9  | 26 mars             | E3 Saxo Bank Classic         | Belgique            | 4   | Kasper Asgreen        | Florian Sénéchal     | Mathieu van der Poel  |
| 10 | 28 mars             | Gand-Wevelgem                | Belgique            | 3   | Wout van Aert         | Giacomo Nizzolo      | Matteo Trentin        |
| 11 | 31 mars             | À travers les Flandres       | Belgique            | 5   | Dylan van Baarle      | Christophe Laporte   | Tim Merlier           |
| 12 | 4 avril             | Tour des Flandres            | Belgique            | 3   | Kasper Asgreen        | Mathieu van der Poel | Greg Van Avermaet     |
| 13 | 5-10 avril          | Tour du Pays basque          | Espagne             | 4   | Primož Roglič         | Jonas Vingegaard     | Tadej Pogačar         |
| 14 | 18 avril            | Amstel Gold Race             | Pays-Bas            | 3   | Wout van Aert         | Tom Pidcock          | Maximilian Schachmann |
| 15 | 21 avril            | Flèche wallonne              | Belgique            | 4   | Julian Alaphilippe    | Primož Roglič        | Alejandro Valverde    |
| 16 | 25 avril            | Liège-Bastogne-Liège         | Belgique            | 3   | Tadej Pogačar         | Julian Alaphilippe   | David Gaudu           |
| 17 | 27 avril-2 mai      | Tour de Romandie             | Suisse              | 3   | Geraint Thomas        | Richie Porte         | Fausto Masnada        |
| 18 | 8-30 mai            | Tour d'Italie                | Italie              | 2   | Egan Bernal           | Damiano Caruso       | Simon Yates           |
| 19 | 30 mai-6 juin       | Critérium du Dauphiné        | France              | 3   | Richie Porte          | Alexey Lutsenko      | Geraint Thomas        |
| 20 | 6-13 juin           | Tour de Suisse               | Suisse              | 3   | Richard Carapaz       | Rigoberto Urán       | Jakob Fuglsang        |
| 21 | 26 juin-18 juillet  | Tour de France               | France              | 1   | Tadej Pogačar         | Jonas Vingegaard     | Richard Carapaz       |
| 22 | 31 juillet          | Classique de Saint-Sébastien | Espagne             | 4   | Neilson Powless       | Matej Mohorič        | Mikkel Honoré         |
| 23 | 9-15 août           | Tour de Pologne              | Pologne             | 4   | João Almeida          | Matej Mohorič        | Michał Kwiatkowski    |
| 24 | 14 août-5 septembre | Tour d'Espagne               | Espagne             | 2   | Primož Roglič         | Enric Mas            | Jack Haig             |
| 25 | 29 août             | Bretagne Classic             | France              | 4   | Benoît Cosnefroy      | Julian Alaphilippe   | Mikkel Honoré         |
| 26 | 30 août-5 septembre | Benelux Tour                 | Pays-Bas Belgique   | 4   | Sonny Colbrelli       | Matej Mohorič        | Victor Campenaerts    |
| 27 | 19 septembre        | Eschborn-Francfort           | Allemagne           | 5   | Jasper Philipsen      | John Degenkolb       | Alexander Kristoff    |
| 28 | 3 octobre           | Paris-Roubaix                | France              | 3   | Sonny Colbrelli       | Florian Vermeersch   | Mathieu van der Poel  |
| 29 | 9 octobre           | Tour de Lombardie            | Italie              | 3   | Tadej Pogačar         | Fausto Masnada       | Adam Yates            |

### Courses annulées
| Date          | Nom de l'épreuve                  | Pays      | Cat |
| ------------- | --------------------------------- | --------- | --- |
| 19-24 janvier | Tour Down Under                   | Australie | 3   |
| 31 janvier    | Cadel Evans Great Ocean Road Race | Australie | 5   |
| 10 septembre  | Grand Prix cycliste de Québec     | Canada    | 3   |
| 12 septembre  | Grand Prix cycliste de Montréal   | Canada    | 3   |
| 22 août       | Cyclassics Hamburg                | Allemagne | 4   |
| 14-19 octobre | Tour du Guangxi                   | Chine     | 5   |

## Classements
Les classements UCI World Tour ne sont plus calculés depuis 2019. Ils sont remplacés par le classement mondial UCI.

## Victoires sur le World Tour
Ci-dessous les coureurs, équipes et pays ayant gagné au moins une course ou une étape d'une course sur l'édition 2021 du World Tour.
Mis à jour après le Tour de Lombardie
| #  | Coureur               | Équipe                             | Vict. |
| -- | --------------------- | ---------------------------------- | ----- |
| 1  | Tadej Pogačar         | UAE Team Emirates                  | 11    |
| 2  | Primož Roglič         | Jumbo-Visma                        | 10    |
| 3  | Wout van Aert         | Jumbo-Visma                        | 7     |
| 3  | Mathieu van der Poel  | Alpecin-Fenix                      | 7     |
| 5  | Sam Bennett           | Deceuninck-Quick Step              | 5     |
| 5  | Sonny Colbrelli       | Bahrain Victorious                 | 5     |
| 7  | Mark Cavendish        | Deceuninck-Quick Step              | 4     |
| 7  | Caleb Ewan            | Lotto-Soudal                       | 4     |
| 7  | Tim Merlier           | Alpecin-Fenix                      | 4     |
| 7  | Magnus Cort Nielsen   | EF Education-Nippo                 | 4     |
| 11 | Julian Alaphilippe    | Deceuninck-Quick Step              | 3     |
| 11 | João Almeida          | Deceuninck-Quick Step              | 3     |
| 11 | Egan Bernal           | Ineos Grenadiers                   | 3     |
| 11 | Stefan Bissegger      | EF Education-Nippo                 | 3     |
| 11 | Filippo Ganna         | Ineos Grenadiers                   | 3     |
| 11 | Fabio Jakobsen        | Deceuninck-Quick Step              | 3     |
| 11 | Matej Mohorič         | Bahrain Victorious                 | 3     |
| 11 | Jasper Philipsen      | Alpecin-Fenix                      | 3     |
| 11 | Peter Sagan           | Bora-Hansgrohe                     | 3     |
| 20 | Kasper Asgreen        | Deceuninck-Quick Step              | 2     |
| 20 | Richard Carapaz       | Ineos Grenadiers                   | 2     |
| 20 | Rémi Cavagna          | Deceuninck-Quick Step              | 2     |
| 20 | Rohan Dennis          | Ineos Grenadiers                   | 2     |
| 20 | Andreas Kron          | Lotto-Soudal                       | 2     |
| 20 | Gino Mäder            | Bahrain Victorious                 | 2     |
| 20 | Mark Padun            | Bahrain Victorious                 | 2     |
| 20 | Michael Storer        | Team DSM                           | 2     |
| 20 | Geraint Thomas        | Ineos Grenadiers                   | 2     |
| 20 | Taco van der Hoorn    | Intermarché-Wanty-Gobert Matériaux | 2     |
| 20 | Adam Yates            | Ineos Grenadiers                   | 2     |
| 20 | Damiano Caruso        | Bahrain Victorious                 | 2     |
| 32 | Alex Aranburu         | Astana-Premier Tech                | 1     |
| 32 | Nikias Arndt          | Team DSM                           | 1     |
| 32 | Davide Ballerini      | Deceuninck-Quick Step              | 1     |
| 32 | Romain Bardet         | Team DSM                           | 1     |
| 32 | Phil Bauhaus          | Bahrain Victorious                 | 1     |
| 32 | Alberto Bettiol       | EF Education-Nippo                 | 1     |
| 32 | Cees Bol              | Team DSM                           | 1     |
| 32 | Victor Campenaerts    | Qhubeka NextHash                   | 1     |
| 32 | Clément Champoussin   | AG2R Citroën                       | 1     |
| 32 | Esteban Chaves        | BikeExchange                       | 1     |
| 32 | Benoît Cosnefroy      | AG2R Citroën                       | 1     |
| 32 | Thomas De Gendt       | Lotto-Soudal                       | 1     |
| 32 | Joe Dombrowski        | UAE Team Emirates                  | 1     |
| 32 | Lorenzo Fortunato     | Eolo-Kometa                        | 1     |
| 32 | Fernando Gaviria      | UAE Team Emirates                  | 1     |
| 32 | David Gaudu           | Groupama-FDJ                       | 1     |
| 32 | Mikkel Honoré         | Deceuninck-Quick Step              | 1     |
| 32 | Ion Izagirre          | Astana-Premier Tech                | 1     |
| 32 | Lennard Kämna         | Bora-Hansgrohe                     | 1     |
| 32 | Patrick Konrad        | Bora-Hansgrohe                     | 1     |
| 32 | Stefan Küng           | Groupama-FDJ                       | 1     |
| 32 | Sepp Kuss             | Jumbo-Visma                        | 1     |
| 32 | Victor Lafay          | Cofidis                            | 1     |
| 32 | Miguel Ángel López    | Movistar                           | 1     |
| 32 | Alexey Lutsenko       | Astana-Premier Tech                | 1     |
| 32 | Rafał Majka           | UAE Team Emirates                  | 1     |
| 32 | Dan Martin            | Israel Start-Up Nation             | 1     |
| 32 | Bauke Mollema         | Trek-Segafredo                     | 1     |
| 32 | Giacomo Nizzolo       | Qhubeka NextHash                   | 1     |
| 32 | Ben O'Connor          | AG2R Citroën                       | 1     |
| 32 | Nils Politt           | Bora-Hansgrohe                     | 1     |
| 32 | Richie Porte          | Ineos Grenadiers                   | 1     |
| 32 | Lukas Pöstlberger     | Bora-Hansgrohe                     | 1     |
| 32 | Neilson Powless       | EF Education-Nippo                 | 1     |
| 32 | Maximilian Schachmann | Bora-Hansgrohe                     | 1     |
| 32 | Mauro Schmid          | Qhubeka NextHash                   | 1     |
| 32 | Florian Sénéchal      | Deceuninck-Quick Step              | 1     |
| 32 | Marc Soler            | Movistar                           | 1     |
| 32 | Jasper Stuyven        | Trek-Segafredo                     | 1     |
| 32 | Rein Taaramäe         | Intermarché-Wanty-Gobert Matériaux | 1     |
| 32 | Dylan Teuns           | Bahrain Victorious                 | 1     |
| 32 | Rigoberto Urán        | EF Education-Nippo                 | 1     |
| 32 | Alejandro Valverde    | Movistar                           | 1     |
| 32 | Dylan van Baarle      | Ineos Grenadiers                   | 1     |
| 32 | Julius van den Berg   | EF Education-Nippo                 | 1     |
| 32 | Brent Van Moer        | Lotto-Soudal                       | 1     |
| 32 | Andrea Vendrame       | AG2R Citroën                       | 1     |
| 32 | Jonas Vingegaard      | Jumbo-Visma                        | 1     |
| 32 | Michael Woods         | Israel Start-Up Nation             | 1     |
| 32 | Mads Würtz Schmidt    | Israel Start-Up Nation             | 1     |
| 32 | Simon Yates           | BikeExchange                       | 1     |

| #  | Équipe                             | Vict. |
| -- | ---------------------------------- | ----- |
| 1  | Deceuninck-Quick Step              | 25    |
| 2  | Jumbo-Visma                        | 19    |
| 3  | Ineos Grenadiers                   | 16    |
| 3  | Bahrain Victorious                 | 16    |
| 5  | Alpecin-Fenix                      | 14    |
| 5  | UAE Team Emirates                  | 14    |
| 7  | EF Education-Nippo                 | 11    |
| 8  | Bora-Hansgrohe                     | 8     |
| 8  | Lotto-Soudal                       | 8     |
| 10 | Team DSM                           | 5     |
| 11 | AG2R Citroën                       | 4     |
| 12 | Astana-Premier Tech                | 3     |
| 12 | Intermarché-Wanty-Gobert Matériaux | 3     |
| 12 | Israel Start-Up Nation             | 3     |
| 12 | Movistar                           | 3     |
| 12 | Qhubeka NextHash                   | 3     |
| 17 | BikeExchange                       | 2     |
| 17 | Groupama-FDJ                       | 2     |
| 17 | Trek-Segafredo                     | 2     |
| 20 | Cofidis                            | 1     |
| 20 | Eolo-Kometa                        | 1     |

| #  | Pays        | Vict. |
| -- | ----------- | ----- |
| 1  | Slovénie    | 24    |
| 2  | Belgique    | 19    |
| 3  | Pays-Bas    | 16    |
| 4  | Italie      | 15    |
| 5  | Danemark    | 11    |
| 5  | France      | 11    |
| 7  | Australie   | 10    |
| 8  | Royaume-Uni | 9     |
| 9  | Colombie    | 7     |
| 9  | Suisse      | 7     |
| 11 | Irlande     | 6     |
| 12 | Allemagne   | 5     |
| 13 | Espagne     | 4     |
| 14 | États-Unis  | 3     |
| 14 | Portugal    | 3     |
| 14 | Slovaquie   | 3     |
| 17 | Autriche    | 2     |
| 17 | Équateur    | 2     |
| 17 | Ukraine     | 2     |
| 20 | Canada      | 1     |
| 20 | Estonie     | 1     |
| 20 | Kazakhstan  | 1     |
| 20 | Pologne     | 1     |